# Präsidentschaftswahl in Polen 1926 (1. Juni)
Die vierte Präsidentschaftswahl in Polen fand am 1. Juni 1926 in Warschau statt. Die Nationalversammlung hat Ignacy Mościcki zum dritten Präsidenten der Republik Polen gewählt.

## Hintergrund
Nachdem im Schatten des Maiputsches (12. bis 15. Mai 1926) die Nationalversammlung am 31. Mai 1926 den Marschall Józef Piłsudski zum Präsidenten wählte, nahm dieser die Wahl nicht an. Der Sejmmarschall Maciej Rataj vertagte die Sitzung auf den Folgetag (Dienstag, der 1. Juni 1926). Somit sollte die Nationalversammlung, die bereits am 9. Dezember 1922 Gabriel Narutowicz und am 20. Dezember 1922 Stanisław Wojciechowski wählte, zum vierten Mal ein Staatsoberhaupt bestimmen.
Die nächsten Mitarbeiter Piłsudskis, die offensichtlich von seiner Wahlablehnungsplänen im Vorfeld nichts wussten, wandten sich am Abend des 31. Mai an ihn mit der Bitte um die Benennung eines Wunschkandidaten. Die von ihm genannten Namen (u. a. Artur Śliwiński und Zdzisław Lubomirski) fanden jedoch kein Gefallen bei seinen Beratern. Schließlich einigte man sich auf Professor Ignacy Mościcki, einen ehemaligen Kollegen des amtierenden Ministerpräsidenten Kazimierz Bartel aus der Technischen Universität Lemberg, den Piłsudski noch 1896 in seiner Zeit in der sozialistischen Bewegung kennengelernt hatte. Danach engagierte sich jedoch Mościcki bis 1926 kaum politisch und war der Öffentlichkeit nicht näher bekannt.

## Die Wahl

### Kandidaten

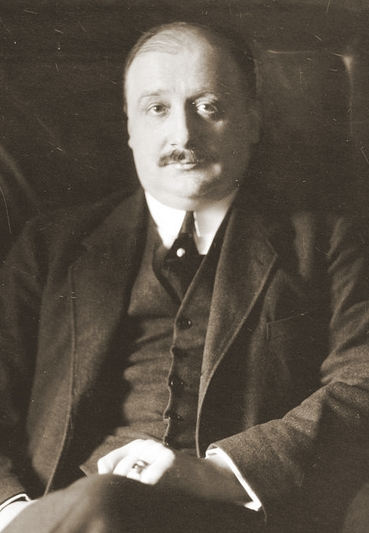
Adolf Bniński
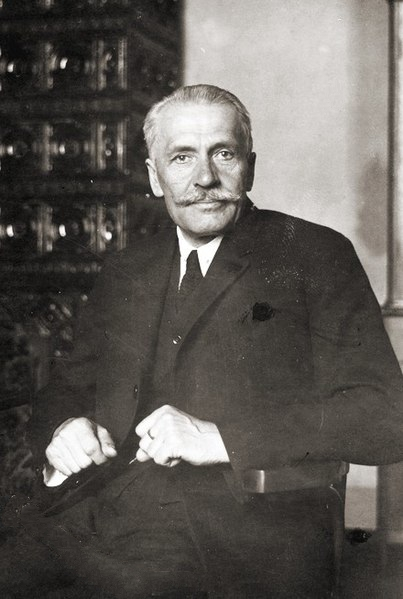
Ignacy Mościcki
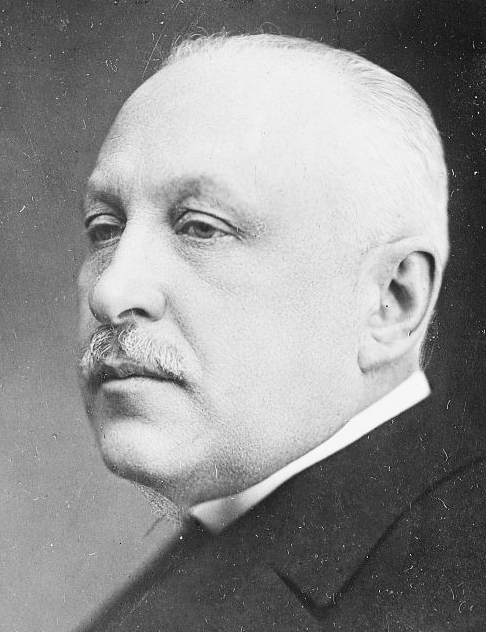
Zygmunt Marek

Folgende Kandidaten wurden in der Nationalversammlung zur Wahl vorgeschlagen:
- Adolf Bniński – Ländereibesitzer, Ökonom, Woiwode von Posen (seit 1923), Monarchist
- Ignacy Mościcki – Chemiker, Professor der Technischen Universität Warschau, Geschäftsführer der Calciumcyanamidfabrik in Chorzów
- Zygmunt Marek – Rechtsanwalt, seit 1919 Sejm-Abgeordneter, vormaliger Abgeordneter zum österreichischen Staatsrat (1911–1918), Sozialist (Polnische Sozialistische Partei)

### Die Abstimmung
Unter dem Vorsitz des Sejmmarschalls Maciej Rataj fand die geheime Wahl in der fünften Sitzung der Nationalversammlung durch Wahlzetteleinwurf statt.
| Wahlgang                             | Kandidat          | Stimmenzahl | %       | Unterstützende Parteien                   |
| ------------------------------------ | ----------------- | ----------- | ------- | ----------------------------------------- |
| 1. Wahlgang                          | Adolf Bniński     | 211         | 38,72 % | nationalistische Parteien                 |
| 1. Wahlgang                          | Zygmunt Marek     | 56          | 10,26 % | PPS                                       |
| 1. Wahlgang                          | Ignacy Mościcki   | 215         | 39,45 % | gemäßigt linke und zentristische Parteien |
| 1. Wahlgang                          | Ungültige Stimmen | 63          | 11,55 % |                                           |
| 2. Wahlgang                          | Adolf Bniński     | 200         | 36,70 % | nationalistische Parteien                 |
| 2. Wahlgang                          | Ignacy Mościcki   | 281         | 51,56 % | linke und zentristische Parteien          |
| 2. Wahlgang                          | Ungültige Stimmen | 69          | 12,66 % |                                           |
| Somit wurde Ignacy Mościcki gewählt. |                   |             |         |                                           |

## Nach der Wahl
Mościcki wurde am 4. Juni im Warschauer Königsschloss auf eine siebenjährige Amtszeit vereidigt. Bislang wurden die Präsidenten in den Räumlichkeiten des Sejm, in welchen die Nationalversammlung tagte, vereidigt und sie nutzten das relativ bescheidene Schloss Belvedere als den Amtssitz. Der Wechsel des Handlungsorts wird als eine weitere Demütigung des Parlaments durch Piłsudski gewertet, da sich nun die Abgeordneten zum Präsidenten begeben mussten und nicht dieser vor die Nationalversammlung stellen sollte.
Obwohl Präsident Mościcki mit der Verfassungsänderung im August 1926 erweiterte Vorrechte zugesprochen wurden, erlangte er wenig politischen Einfluss und agierte als Marionette Piłsudskis und des Militärs. Am 8. Mai 1933 wurde er durch die autokratisch geprägte Nationalversammlung ohne Gegenstimmen für die zweite Amtszeit wiedergewählt.